# Souk El Hboub
Le souk El Hboub (arabe : سوق الحبوب soit « souk des graines ») est l’un des souks de la médina de Sfax.

## Histoire

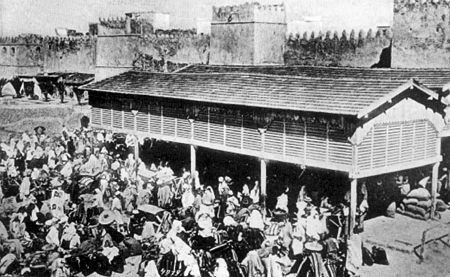
Souk El Hboub au pied de la muraille méridionale

Dans un premier temps, ce souk occupait la placette Ahmed-Bey (dite aussi Rahbet Enneêma ou Rahbet Ettâam) située à l’est de la médina, limitée par Nahj El Bey (actuelle rue Mongi-Slim, dite aussi Zuqaq El Marr) et donnant naissance à la rue El Caïd et à la ruelle Essallemi. On y trouvait des greniers pour le stockage des graines ainsi que des fondouks,.
À la fin du XIXe siècle, le souk El Hboub est transféré à l’extérieur de la médina, au pied de la muraille méridionale, entre Bab El Kasbah et le lycée technique de Sfax. Par la suite, il occupe momentanément l’emplacement du souk El Mahsoulat, du côté de Bab Jebli, avant de migrer plus loin, vers la route de Mahdia.